# Amt Uchte
Das Amt Uchte war ein historisches Verwaltungsgebiet der Grafschaft Hoya, später der Landgrafschaft Hessen-Kassel und des Königreichs Hannover bzw. der preußischen Provinz Hannover mit Sitz in Uchte.

## Geschichte
Das Amt entstand aus dem Zubehör der um 1295 gegen das Hochstift Minden errichteten Grenzfeste Uchte. Die Ansprüche auf die Oberlehnshoheit fielen durch Rezess von 1527 an Landgraf Philipp von Hessen, so dass das Amt nach dem Erlöschen des Hoyaer Grafenhauses 1582 in die Landgrafschaft Hessen eingegliedert und den Grafen von Bentheim-Tecklenburg-Limburg zu Lehen gegeben wurde. Nach deren Aussterben (1700) nahm Hessen das Amt in eigene Verwaltung. 1807 fiel es unter französisch-westphälische Herrschaft. Nach dem Wiener Kongress (Patent von 4. Febrasr 1816) kam es an Hannover. 1859 wurde das Amt Diepenau dem Amt Uchte zugelegt. Ab 1867 bildeten die Ämter Uchte, Nienburg und Stolzenau sowie die amtsfreie Stadt Nienburg/Weser den (Steuer-)Kreis Nienburg. Bei der Einführung der Kreisverfassung 1885 wurde es aufgehoben. Der größere Teil kam zum Kreis Stolzenau, ein kleinerer zum Kreis Sulingen.

## Umfang
Bei seiner Aufhebung (1885) umfasste das Amt folgende Gemeinden:
| - Bahrenborstel - Bohnhorst (*) - Brüninghorstedt (*) - Diepenau (*) - Essern (*) | - Großenvörde (*) - Hamme - Höfen - Holzhausen | - Hoysinghausen - Kirchdorf - Kuppendorf - Lavelsloh (*) | - Lohe (Lohhof) - Nordel (*) - Sapelloh (*) - Scharringhausen | - Steinbrink (*) - Uchte - Warmsen (*) - Woltringhausen |

(*) Aus dem ehemaligen Amt Diepenau
- Karte mit allen verlinkten Seiten:
- OSM |
- WikiMap

## Amtmänner
- 1824–1831: Georg Wilhelm Müldener, Amtmann
- 1831–1843: Johann Heinrich Müldener, Oberamtmann
- 1844–1853: Wilhelm Wehner, Amtmann
- 1853–1859: Georg Wilhelm Soltenborn, Amtmann, ab 1856 Oberamtmann
- 1859–1861: Julius Christian Wilhelm von Sode, Amtmann
- 1861–1867: Carl Georg Ludwig Hoppenstedt, Amtmann
- 1858–1873: Robert Bosse, Amtmann
- 1874–1877: Harmening, Amtmann
- 1877–1878: Ernst Philipp Rudolf Meyer, Amtmann in Stolzenau (auftragsweise)
- 1878–1884: Cuno von Hugo, Amtmann